# Oriane
Pour l’article ayant un titre homophone, voir Auriane.
Dans les langues européennes, Oriane est un prénom féminin.

## Origine possible du prénom
Ses origines étymologiques sont probablement diverses.
- il pourrait provenir du mot "Oriens" pouvant être prononcé "Orian" ou "Oriens" et écrit parfois "Oriems", c'est l'origine du prénom "Doriens". À noter que oriens est le mot latin pour orient, ce qui fait d'"Oriane" un synonyme d'orientale, d'ailleurs "Oriens" se rencontre rarement seul mais plutôt sous la forme "David-Oriens", on enlève phonétiquement "Davi" et il reste "Doriens" (ou "Dorian" pour les anglophones). Prénom du sud de la France, en terre occitane où le "au" est une diphtongue, il n'y a donc aucune chance que les prénoms "Aure" et "Oriane" aient pu se mélanger par transmission orale.
- Il peut provenir du nom de femme latin Auriana, féminin du nom d'homme Aurianus, lui-même dérivé du nom Aurus sans doute construit sur le mot aurum qui signifie « or », et non sur aura « brise » qui a formé le prénom Aure. C'est l'origine la plus probable[1].
- Il peut venir du mot irlandais pour blond ou doré. Il semblerait qu'il y ait une connexion entre ces deux origines, puisque la racine ori se réfère dans les langues indo-européennes au lever ou à la couleur du soleil.[réf. nécessaire]
- Il peut également provenir du grec Ouranos signifiant le ciel.[réf. nécessaire]
- Il pourrait être issu de l'hébreu "or" (אור) signifiant "lumière" et "ia" de Dieu[2].

## Fête des Oriane
Par sa parenté phonétique avec Aure, ce prénom est fêté le 4 octobre.

## Variantes
Ses variantes incluent Auriane, Aurianne, Oriana, Orrine, Orianneet Orianna.

## Personnages de fiction
- Oriane de Guermantes est un personnage de À la recherche du temps perdu de Marcel Proust.
- Oriane (Oriana) est un film de Fina Torres, réalisé en 1985.
- Oriane est l'héroïne du roman Amadis de Gaule
- Oriane est aussi la mère d'Aurore dans le conte la Belle au bois dormant.
- Orianna est un personnage du jeu vidéo League of Legends.